# 아루바 축구 국가대표팀
아루바 축구 국가대표팀(네덜란드어: Arubaans voetbalelftal)은 아루바를 대표하는 축구 국가대표팀으로 아루바 축구 연맹에서 관리한다. 1924년 4월 6일 국제 A매치 데뷔전을 치렀고 1930년부터 1986년까지는 퀴라소의 일원으로 국제 경기에 참가했고 퀴라소에서 분리된 이후에도 FIFA 월드컵과 CONCACAF 골드컵 본선 기록은 전무하며 트리니다드 경기장을 홈 구장으로 사용하고 있다.

## 국제 대회 경력

### FIFA 월드컵
2018년 FIFA 월드컵 북중미카리브 지역 2차 예선에서 바베이도스가 부적격 선수를 출전시킨 사실이 드러나며 어부지리로 3차 예선 진출 자격을 얻으면서 아루바 축구 역사상 월드컵 지역 예선 역대 최고 성적을 남겼다.

### CONCACAF 네이션스리그

#### 2019-20년 리그 B
2019-20년 CONCACAF 네이션스리그 예선 22위로 리그 B에 편입된 아루바는 가이아나, 자메이카, 앤티가 바부다와 함께 C조에 배정되었으나 6전 전패·조 최하위로 차기 시즌 리그 C로 강등되었다.

#### 2022-23년 리그 C
2022-23 시즌 리그 C에서는 세인트키츠 네비스, 생마르탱과 B조에 편성되어 2차전에서 생마르탱을 3-0으로 완파하며 네이션스리그 첫 승을 올리는 등 4경기 1승 1무 2패·조 2위로 시즌을 마쳤다.

#### 2023-24년 리그 C
2023-24 시즌 리그 C에서는 미국령 버진아일랜드, 케이맨 제도와 B조에 편성되어 4전 전승·조 1위라는 아루바 축구 역사상 메이저 대회 최고 성적을 이뤄내며 5년만에 리그 B 복귀를 확정지었다.

#### 2024-25년 리그 B
2024-25 시즌 리그 B에서는 아이티, 신트마르턴, 푸에르토리코를 상대로 6전 전패·C조 최하위의 처참한 성적표를 받아들이며 1시즌만에 리그 C로 재강등되었다.

## 기타 국제 대회 경력
그나마 아루바가 가장 좋은 성적을 거둔 국제 대회로는 ABCS 국제 축구 대회가 유일하며 5번의 대회 중 2012년 대회에서 사상 첫 국제 대회 우승컵을 들어올렸고 2011년과 2015년 대회에서는 준우승을 차지했다.

## FIFA 월드컵 (본선)
| 년도   | 결과                       | 순위                       | 경기                       | 승                         | 무*                        | 패                         | 득점                       | 실점                       | 승점                       |
| ------ | -------------------------- | -------------------------- | -------------------------- | -------------------------- | -------------------------- | -------------------------- | -------------------------- | -------------------------- | -------------------------- |
| 1930년 | 네덜란드령 안틸레스로 참가 | 네덜란드령 안틸레스로 참가 | 네덜란드령 안틸레스로 참가 | 네덜란드령 안틸레스로 참가 | 네덜란드령 안틸레스로 참가 | 네덜란드령 안틸레스로 참가 | 네덜란드령 안틸레스로 참가 | 네덜란드령 안틸레스로 참가 | 네덜란드령 안틸레스로 참가 |
| 1934년 | 네덜란드령 안틸레스로 참가 | 네덜란드령 안틸레스로 참가 | 네덜란드령 안틸레스로 참가 | 네덜란드령 안틸레스로 참가 | 네덜란드령 안틸레스로 참가 | 네덜란드령 안틸레스로 참가 | 네덜란드령 안틸레스로 참가 | 네덜란드령 안틸레스로 참가 | 네덜란드령 안틸레스로 참가 |
| 1938년 | 네덜란드령 안틸레스로 참가 | 네덜란드령 안틸레스로 참가 | 네덜란드령 안틸레스로 참가 | 네덜란드령 안틸레스로 참가 | 네덜란드령 안틸레스로 참가 | 네덜란드령 안틸레스로 참가 | 네덜란드령 안틸레스로 참가 | 네덜란드령 안틸레스로 참가 | 네덜란드령 안틸레스로 참가 |
| 1950년 | 네덜란드령 안틸레스로 참가 | 네덜란드령 안틸레스로 참가 | 네덜란드령 안틸레스로 참가 | 네덜란드령 안틸레스로 참가 | 네덜란드령 안틸레스로 참가 | 네덜란드령 안틸레스로 참가 | 네덜란드령 안틸레스로 참가 | 네덜란드령 안틸레스로 참가 | 네덜란드령 안틸레스로 참가 |
| 1954년 | 네덜란드령 안틸레스로 참가 | 네덜란드령 안틸레스로 참가 | 네덜란드령 안틸레스로 참가 | 네덜란드령 안틸레스로 참가 | 네덜란드령 안틸레스로 참가 | 네덜란드령 안틸레스로 참가 | 네덜란드령 안틸레스로 참가 | 네덜란드령 안틸레스로 참가 | 네덜란드령 안틸레스로 참가 |
| 1958년 | 네덜란드령 안틸레스로 참가 | 네덜란드령 안틸레스로 참가 | 네덜란드령 안틸레스로 참가 | 네덜란드령 안틸레스로 참가 | 네덜란드령 안틸레스로 참가 | 네덜란드령 안틸레스로 참가 | 네덜란드령 안틸레스로 참가 | 네덜란드령 안틸레스로 참가 | 네덜란드령 안틸레스로 참가 |
| 1962년 | 네덜란드령 안틸레스로 참가 | 네덜란드령 안틸레스로 참가 | 네덜란드령 안틸레스로 참가 | 네덜란드령 안틸레스로 참가 | 네덜란드령 안틸레스로 참가 | 네덜란드령 안틸레스로 참가 | 네덜란드령 안틸레스로 참가 | 네덜란드령 안틸레스로 참가 | 네덜란드령 안틸레스로 참가 |
| 1966년 | 네덜란드령 안틸레스로 참가 | 네덜란드령 안틸레스로 참가 | 네덜란드령 안틸레스로 참가 | 네덜란드령 안틸레스로 참가 | 네덜란드령 안틸레스로 참가 | 네덜란드령 안틸레스로 참가 | 네덜란드령 안틸레스로 참가 | 네덜란드령 안틸레스로 참가 | 네덜란드령 안틸레스로 참가 |
| 1970년 | 네덜란드령 안틸레스로 참가 | 네덜란드령 안틸레스로 참가 | 네덜란드령 안틸레스로 참가 | 네덜란드령 안틸레스로 참가 | 네덜란드령 안틸레스로 참가 | 네덜란드령 안틸레스로 참가 | 네덜란드령 안틸레스로 참가 | 네덜란드령 안틸레스로 참가 | 네덜란드령 안틸레스로 참가 |
| 1974년 | 네덜란드령 안틸레스로 참가 | 네덜란드령 안틸레스로 참가 | 네덜란드령 안틸레스로 참가 | 네덜란드령 안틸레스로 참가 | 네덜란드령 안틸레스로 참가 | 네덜란드령 안틸레스로 참가 | 네덜란드령 안틸레스로 참가 | 네덜란드령 안틸레스로 참가 | 네덜란드령 안틸레스로 참가 |
| 1978년 | 네덜란드령 안틸레스로 참가 | 네덜란드령 안틸레스로 참가 | 네덜란드령 안틸레스로 참가 | 네덜란드령 안틸레스로 참가 | 네덜란드령 안틸레스로 참가 | 네덜란드령 안틸레스로 참가 | 네덜란드령 안틸레스로 참가 | 네덜란드령 안틸레스로 참가 | 네덜란드령 안틸레스로 참가 |
| 1982년 | 네덜란드령 안틸레스로 참가 | 네덜란드령 안틸레스로 참가 | 네덜란드령 안틸레스로 참가 | 네덜란드령 안틸레스로 참가 | 네덜란드령 안틸레스로 참가 | 네덜란드령 안틸레스로 참가 | 네덜란드령 안틸레스로 참가 | 네덜란드령 안틸레스로 참가 | 네덜란드령 안틸레스로 참가 |
| 1986년 | 네덜란드령 안틸레스로 참가 | 네덜란드령 안틸레스로 참가 | 네덜란드령 안틸레스로 참가 | 네덜란드령 안틸레스로 참가 | 네덜란드령 안틸레스로 참가 | 네덜란드령 안틸레스로 참가 | 네덜란드령 안틸레스로 참가 | 네덜란드령 안틸레스로 참가 | 네덜란드령 안틸레스로 참가 |
| 1990년 | 불참                       | 불참                       | 불참                       | 불참                       | 불참                       | 불참                       | 불참                       | 불참                       | 불참                       |
| 1994년 | 불참                       | 불참                       | 불참                       | 불참                       | 불참                       | 불참                       | 불참                       | 불참                       | 불참                       |
| 1998년 | 예선 탈락                  | 예선 탈락                  | 예선 탈락                  | 예선 탈락                  | 예선 탈락                  | 예선 탈락                  | 예선 탈락                  | 예선 탈락                  | 예선 탈락                  |
| 2002년 | 예선 탈락                  | 예선 탈락                  | 예선 탈락                  | 예선 탈락                  | 예선 탈락                  | 예선 탈락                  | 예선 탈락                  | 예선 탈락                  | 예선 탈락                  |
| 2006년 | 예선 탈락                  | 예선 탈락                  | 예선 탈락                  | 예선 탈락                  | 예선 탈락                  | 예선 탈락                  | 예선 탈락                  | 예선 탈락                  | 예선 탈락                  |
| 2010년 | 예선 탈락                  | 예선 탈락                  | 예선 탈락                  | 예선 탈락                  | 예선 탈락                  | 예선 탈락                  | 예선 탈락                  | 예선 탈락                  | 예선 탈락                  |
| 2014년 | 예선 탈락                  | 예선 탈락                  | 예선 탈락                  | 예선 탈락                  | 예선 탈락                  | 예선 탈락                  | 예선 탈락                  | 예선 탈락                  | 예선 탈락                  |
| 2018년 | 예선 탈락                  | 예선 탈락                  | 예선 탈락                  | 예선 탈락                  | 예선 탈락                  | 예선 탈락                  | 예선 탈락                  | 예선 탈락                  | 예선 탈락                  |
| 2022년 | 예선 탈락                  | 예선 탈락                  | 예선 탈락                  | 예선 탈락                  | 예선 탈락                  | 예선 탈락                  | 예선 탈락                  | 예선 탈락                  | 예선 탈락                  |
| 합계   |                            |                            |                            |                            |                            |                            |                            |                            |                            |

## FIFA 월드컵 (예선)
| 년도   | 경기                                        | 승                                          | 무*                                         | 패                                          | 득점                                        | 실점                                        | 승점                                        |
| ------ | ------------------------------------------- | ------------------------------------------- | ------------------------------------------- | ------------------------------------------- | ------------------------------------------- | ------------------------------------------- | ------------------------------------------- |
| 1930년 | 네덜란드령 안틸레스로 참가                  | 네덜란드령 안틸레스로 참가                  | 네덜란드령 안틸레스로 참가                  | 네덜란드령 안틸레스로 참가                  | 네덜란드령 안틸레스로 참가                  | 네덜란드령 안틸레스로 참가                  | 네덜란드령 안틸레스로 참가                  |
| 1934년 | 네덜란드령 안틸레스로 참가                  | 네덜란드령 안틸레스로 참가                  | 네덜란드령 안틸레스로 참가                  | 네덜란드령 안틸레스로 참가                  | 네덜란드령 안틸레스로 참가                  | 네덜란드령 안틸레스로 참가                  | 네덜란드령 안틸레스로 참가                  |
| 1938년 | 네덜란드령 안틸레스로 참가                  | 네덜란드령 안틸레스로 참가                  | 네덜란드령 안틸레스로 참가                  | 네덜란드령 안틸레스로 참가                  | 네덜란드령 안틸레스로 참가                  | 네덜란드령 안틸레스로 참가                  | 네덜란드령 안틸레스로 참가                  |
| 1950년 | 네덜란드령 안틸레스로 참가                  | 네덜란드령 안틸레스로 참가                  | 네덜란드령 안틸레스로 참가                  | 네덜란드령 안틸레스로 참가                  | 네덜란드령 안틸레스로 참가                  | 네덜란드령 안틸레스로 참가                  | 네덜란드령 안틸레스로 참가                  |
| 1954년 | 네덜란드령 안틸레스로 참가                  | 네덜란드령 안틸레스로 참가                  | 네덜란드령 안틸레스로 참가                  | 네덜란드령 안틸레스로 참가                  | 네덜란드령 안틸레스로 참가                  | 네덜란드령 안틸레스로 참가                  | 네덜란드령 안틸레스로 참가                  |
| 1958년 | 네덜란드령 안틸레스로 참가                  | 네덜란드령 안틸레스로 참가                  | 네덜란드령 안틸레스로 참가                  | 네덜란드령 안틸레스로 참가                  | 네덜란드령 안틸레스로 참가                  | 네덜란드령 안틸레스로 참가                  | 네덜란드령 안틸레스로 참가                  |
| 1962년 | 네덜란드령 안틸레스로 참가                  | 네덜란드령 안틸레스로 참가                  | 네덜란드령 안틸레스로 참가                  | 네덜란드령 안틸레스로 참가                  | 네덜란드령 안틸레스로 참가                  | 네덜란드령 안틸레스로 참가                  | 네덜란드령 안틸레스로 참가                  |
| 1966년 | 네덜란드령 안틸레스로 참가                  | 네덜란드령 안틸레스로 참가                  | 네덜란드령 안틸레스로 참가                  | 네덜란드령 안틸레스로 참가                  | 네덜란드령 안틸레스로 참가                  | 네덜란드령 안틸레스로 참가                  | 네덜란드령 안틸레스로 참가                  |
| 1970년 | 네덜란드령 안틸레스로 참가                  | 네덜란드령 안틸레스로 참가                  | 네덜란드령 안틸레스로 참가                  | 네덜란드령 안틸레스로 참가                  | 네덜란드령 안틸레스로 참가                  | 네덜란드령 안틸레스로 참가                  | 네덜란드령 안틸레스로 참가                  |
| 1974년 | 네덜란드령 안틸레스로 참가                  | 네덜란드령 안틸레스로 참가                  | 네덜란드령 안틸레스로 참가                  | 네덜란드령 안틸레스로 참가                  | 네덜란드령 안틸레스로 참가                  | 네덜란드령 안틸레스로 참가                  | 네덜란드령 안틸레스로 참가                  |
| 1978년 | 네덜란드령 안틸레스로 참가                  | 네덜란드령 안틸레스로 참가                  | 네덜란드령 안틸레스로 참가                  | 네덜란드령 안틸레스로 참가                  | 네덜란드령 안틸레스로 참가                  | 네덜란드령 안틸레스로 참가                  | 네덜란드령 안틸레스로 참가                  |
| 1982년 | 네덜란드령 안틸레스로 참가                  | 네덜란드령 안틸레스로 참가                  | 네덜란드령 안틸레스로 참가                  | 네덜란드령 안틸레스로 참가                  | 네덜란드령 안틸레스로 참가                  | 네덜란드령 안틸레스로 참가                  | 네덜란드령 안틸레스로 참가                  |
| 1986년 | 네덜란드령 안틸레스로 참가                  | 네덜란드령 안틸레스로 참가                  | 네덜란드령 안틸레스로 참가                  | 네덜란드령 안틸레스로 참가                  | 네덜란드령 안틸레스로 참가                  | 네덜란드령 안틸레스로 참가                  | 네덜란드령 안틸레스로 참가                  |
| 1990년 | 불참                                        | 불참                                        | 불참                                        | 불참                                        | 불참                                        | 불참                                        | 불참                                        |
| 1994년 | 불참                                        | 불참                                        | 불참                                        | 불참                                        | 불참                                        | 불참                                        | 불참                                        |
| 1998년 | 2                                           | 0                                           | 0                                           | 2                                           | 3                                           | 6                                           | 0                                           |
| 2002년 | 4                                           | 1                                           | 1                                           | 2                                           | 7                                           | 11                                          | 4                                           |
| 2006년 | 2                                           | 0                                           | 0                                           | 2                                           | 2                                           | 10                                          | 0                                           |
| 2010년 | 2                                           | 0                                           | 0                                           | 2                                           | 0                                           | 4                                           | 0                                           |
| 2014년 | 2                                           | 1                                           | 0                                           | 1                                           | 6                                           | 6                                           | 3                                           |
| 2018년 | 4                                           | 2                                           | 0                                           | 2                                           | 5                                           | 5                                           | 6                                           |
| 2022년 | 4                                           | 1                                           | 0                                           | 3                                           | 3                                           | 19                                          | 3                                           |
| 합계   | 20                                          | 5                                           | 1                                           | 14                                          | 26                                          | 61                                          | 16                                          |
| 순위   | 월드컵 예선 승점 순위 : 176위 (북중미 28위) | 월드컵 예선 승점 순위 : 176위 (북중미 28위) | 월드컵 예선 승점 순위 : 176위 (북중미 28위) | 월드컵 예선 승점 순위 : 176위 (북중미 28위) | 월드컵 예선 승점 순위 : 176위 (북중미 28위) | 월드컵 예선 승점 순위 : 176위 (북중미 28위) | 월드컵 예선 승점 순위 : 176위 (북중미 28위) |

## CONCACAF 골드컵
- 1991년 - 불참
- 1993년 - 예선 탈락
- 1996년 ~ 2003년 - 기권
- 2005년 - 기권
- 2007년 - 불참
- 2009년 - 예선 탈락
- 2011년 - 불참
- 2013년 ~ 2021년 - 예선 탈락

## ABCS 축구 대회
- 2010년 - 3위
- 2011년 - 준우승
- 2012년 - 우승
- 2013년 - 4위
- 2015년 - 준우승

## 주요 선수
- 로날드 고메스
- 라이몬드 바텐
- 요슈아 욘
- 마를론 페레이라
- 마테브 렌팅크